# Perfume: The Story of a Murderer
Perfume: The Story of a Murderer (Duitse titel: Das Parfum, Die Geschichte eines Mörders) is een film uit 2006 geregisseerd door Tom Tykwer met Ben Whishaw in de hoofdrol. De film is gebaseerd op Het parfum, een roman van Patrick Süskind.

## Verhaal

### Vroege jeugd
Jean-Baptiste Grenouille wordt geboren als vijfde kind van een visverkoopster, die hem daar vlug uitperst en wegschuift onder haar marktkraam om er verder niet naar om te kijken. Hij begint niettemin te huilen, waardoor zijn bestaan opgemerkt wordt, zijn moeder naar de galg gevoerd wordt en hijzelf naar het weeshuis van madame Gaillard wordt gebracht. Hij begint pas heel laat met praten, maar blijkt een bovenmenselijk sterk reukvermogen te hebben.
Enkele jaren na Grenouilles aankomst in het weeshuis, verkoopt madame Gaillaird hem aan de leerlooier Grimal. Tijdens een tocht naar de stad met hem, ruikt Grenouille een heerlijke geur waar hij op af gaat, om uit te komen bij een pruimenverkoopster. Wanneer een stelletje langsloopt, bedekt hij haar mond zodat ze niet gaat schreeuwen en zo zijn aanwezigheid verraadt. Hij doet dit te lang en tegen de tijd dat het stelletje uit het zicht verdwenen is, is het meisje gestikt. Terwijl de verschijnselen van de dood inzetten, vervliegt haar geur en blijft Grenouille wanhopig achter.

### Giuseppe Baldini
Bij een volgend bezoek aan de stad moet Grenouille huiden afleveren bij de parfumeur Giuseppe Baldini. Deze is juist op zoek naar de ingrediënten van een parfum dat hij na wil maken, genaamd Amor en Psyche, maar komt er niet uit. Grenouille raapt met zijn nagenoeg perfecte reukvermogen makkelijk alle onderdelen bij elkaar en mengt ze in de goede verhouding om Baldini uit de brand te helpen. Hij belooft Baldini elke geur te maken die hij verkiest, als die hem leert hoe hij een geur voor altijd kan conserveren. Grenouille wil de geur van de gedode pruimenverkoopster achterhalen, opnieuw maken en voor altijd bewaren. Baldini stemt in om hem te onderwijzen. Hij leert hem onder meer dat een geur bestaat uit twaalf componenten, waarvan één de belangrijkste is. Hij vertelt hem tevens van een oude legende over een geur die bestond uit dertien componenten. Iedereen die deze rook, dacht even in het paradijs te zijn.
Op een dag treft Baldini zijn leerling wanhopig aan in de destillatieruimte, terwijl hij de geuren van glas en koper probeert te vangen. Hij is boos op Baldini omdat destillatie niet dé manier blijkt om geuren te conserveren zoals hij wil. Deze vertelt hem over een andere methode, enfleurage, die Grenouille alleen in Grasse zou kunnen leren. Daarop laat deze Baldini achter met 100 recepten voor parfums en vertrekt naar Grasse. Die avond sterft Baldini in zijn slaap, doordat het huis, dat gebouwd is op een brug, instort.

### Grasse
In Grasse vindt Grenouille zijn gewilde methode om geuren te destilleren en behouden. Hij wil de ultieme geur samenstellen uit de reuk van twaalf mooie vrouwen, die hij daarvoor moet ombrengen. Als hoofdcomponent heeft hij de prachtige Laure op het oog, de dochter van de rijke Antoine Richis. Zij moet component dertien worden, nadat hij eerst twaalf andere geuren van andere vrouwen tot componenten zal maken. Om te beginnen ontvoert hij daarvoor de tweeling Albine en Françoise van het feestje van Richis. Hij en zijn gasten treffen later de levenloze, kaalgeschoren lichamen van de zusjes aan. Wanneer er meer vrouwen in korte tijd verdwijnen en op dezelfde manier worden teruggevonden, beseffen de autoriteiten dat er een seriemoordenaar rondloopt, hoewel diens motief een raadsel is.
Terwijl de ene na de andere vrouw, stuk voor stuk nog maagd bij ontvoering én bij terugvinden, dood teruggevonden wordt, bekent een onbekende man schuld aan de moorden. Richis leest in zijn bekentenis dat hij vertelt seks te hebben gehad met verschillende slachtoffers, waarvan Richis weet dat het niet kan kloppen. De autoriteiten willen het er niettemin bij laten om het boek maar te kunnen sluiten. Richis neemt daarop zijn eigen maatregelen en sluit zijn dochter op in haar kamer, om haar buiten bereik van de moordenaar te houden. De kijker ziet hier de vergeefsheid van in wanneer Grenouille naast Laure's bed verschijnt. Wanneer Richis de volgende dag de kamer ontsluit, vindt hij zijn dochter dood en kaalgeschoren terug.

### In gevangenschap
Richis zet samen met een aantal manschappen een zoektocht op touw naar de dader. In het bos vinden ze Grenouille, die net de laatste hand heeft gelegd aan zijn ultieme parfum door Laure's geur toe te voegen. Hij wordt in de gevangenis gesmeten, maar smokkelt het gesloten flesje met zijn luchtje mee. Hij wordt veroordeeld tot twaalf slagen met een ijzeren staaf, met de bedoeling al zijn botten te breken. Daarna zal hij worden opgehangen tot de dood erop volgt.
Wanneer Grenouille uit de cel gehaald wordt, haalt hij de dop van zijn flesje parfum, waardoor de mannen die hem kwamen halen in een trance raken. Even later verschijnt hij onberispelijk gekleed aan de rand van een plein dat volgestroomd is met toeschouwers die zijn executie komen bekijken. Grenouille loopt zelf naar de beul op het podium in het midden van het plein, die na het ruiken van Grenouilles parfum aan zijn voeten valt en aan het plein verklaart dat er een engel voor hem staat. Grenouille laat daarop een volgende vleug van zijn elixer ontsnappen, waarop het hele plein in extase elkaar de liefde verklaart en zich ontkleedt.

### De ultieme geur
Terwijl het hele plein in een wirwar van elkaar betastende en zoenende mannen en vrouwen verandert, laat iemand een mandje pruimen vallen. De geur daarvan in combinatie met dat van zijn parfum blijkt de ultieme samenstelling waar Grenouille al die tijd naar verlangd heeft. In plaats van door horden mensen, ziet hij zich in zijn belevingswereld omringd door een waar paradijs.
Grenouille heeft zijn ultieme doel bereikt en verlaat het plein. Wanneer de toeschouwers bij hun positieven komen, is hij spoorloos verdwenen. Hij is teruggekeerd naar de exacte plaats in Parijs waar hij ooit werd geboren. Grenouille besluit dat er voor hem niets meer te halen is in deze wereld. In de nabijheid van een groepje straatarme mensen opent Grenouille zijn parfumflesje en giet het leeg over zijn hoofd. Het groepje mensen wordt gek van verlangen en werpt zich massaal op hem. Wanneer ze de klauwende kluwen even later verlaten, is er van Grenouille geen spoortje meer over.

## Rolverdeling
| Acteur            | Personage                |
| ----------------- | ------------------------ |
| Ben Whishaw       | Jean-Baptiste Grenouille |
| Sian Thomas       | madame Gaillard          |
| Sam Douglas       | Grimal                   |
| Dustin Hoffman    | Giuseppe Baldini         |
| Alan Rickman      | Antoine Richis           |
| Rachel Hurd-Wood  | Laure Richis             |
| Corinna Harfouch  | madame Arnulfi           |
| Birgit Minichmayr | Grenouille's moeder      |
| Karoline Herfurth | pruimenverkoopster       |
| Carlos Gramaje    | politieluitenant         |
| David Calder      | bisschop van Grasse      |
| Jessica Schwarz   | Natalie                  |
| Joanna Griffiths  | Marianne                 |
| Sara Forestier    | Jeanne                   |
| Timothy Davies    | Chenier                  |
| Paul Berrondo     | Druot                    |
| John Hurt         | verteller                |

Grenouille wordt kort als vijfjarige gespeeld door Alvaro Roque en als twaalfjarige door Franck Lefeuvre.

## Prijzen
Perfume won twaalf filmprijzen, waaronder tweemaal een Bayerischer Filmpreis (voor beste regisseur en voor beste productie), twee Europese Film Prijzen (voor beste cinematograaf en voor beste productie) en vijfmaal een Deutscher Filmpreis (beste cinematografie, beste kostuums, beste montage, beste productie en beste geluid).